# Sander de Graaf
Sander de Graaf (13 de junho de 1995) é um remador neerlandês.

## Carreira
De Graaf juntou-se a um clube de remo durante seu primeiro ano na Universidade Tecnológica de Eindhoven em 2013.
Ele competiu no Campeonato Mundial Sub-23 de 2017, em parceria com Jochem Kostelijk para terminar em sétimo no evento de pares sem timoneiro. Em 2018, ele fez dupla com Vincent Klaassens no Campeonato Mundial, na Copa do Mundo de Remo e no Campeonato Europeu. Eles também conquistaram a medalha de bronze no campeonato nacional holandês.
Nos Jogos Olímpicos de Verão de 2024, em Paris, conquistou a medalha de prata na competição do oito com masculino ao lado de Ralf Rienks, Olav Molenaar, Ruben Knab, Gert-Jan van Doorn, Jacob van de Kerkhof, Jan van der Bij, Mick Makker e Dieuwke Fetter, com o tempo de 5:23.92.